# Campionati europei di salto ostacoli 1969
I Campionati europei di salto ostacoli 1969 si sono svolti a Hickstead, in Gran Bretagna. 

## Podi
| Evento           | Oro          | Argento            | Bronzo              |
| Gara individuale | David Broome | Alwin Schockemöhle | Hans Günter Winkler |

## Medagliere
| Posiz. | Nazione        | Oro | Argento | Bronzo | Totale |
| ------ | -------------- | --- | ------- | ------ | ------ |
| 1      | Regno Unito    | 1   | 0       | 0      | 1      |
| 2      | Germania Ovest | 0   | 1       | 1      | 2      |
| Totale | Totale         | 1   | 1       | 1      | 3      |